# Stig Danielsson
Stig Danielsson (ur. 24 stycznia 1920 w Göteborgu, zm. 24 listopada 2011) – szwedzki lekkoatleta, sprinter, mistrz Europy z 1946.
Zwyciężył w sztafecie 4 × 100 metrów na mistrzostwach Europy w 1946 w Oslo. Sztafeta szwedzka biegła w zestawieniu: Danielsson, Inge Nilsson, Olle Laessker i Stig Håkansson. Danielsson na tych mistrzostwach zajął również 4. miejsce w biegu na 200 metrów i odpadł w półfinale biegu na 100 metrów.
Na mistrzostwach Europy w 1950 w Brukseli zdobył brązowy medal w sztafecie 4 × 100 metrów (skład szwedzkiej sztafety: Göte Kjellberg, Leif Christersson, Danielsson i Hans Rydén), a w biegu na 200 metrów odpadł w półfinale.
Był mistrzem Szwecji w biegu na 200 metrów w 1946 i 1950 oraz wicemistrzem w biegu na 100 metrów w 1946, 1947 i 1950.
Jego rekord życiowy w biegu na 100 metrów wynosił 10,5 s (7 sierpnia 1947 w Rydboholm).